# Manet S-100
Manet S-100 je dvoumístný motocykl kategorie skútr. Prototyp byl vyroben v roce 1957 v Považských strojírnách , sériově byl vyráběn Považskými strojírnami od roku 1958 do roku 1964, kdy byl nahrazen typem Manet S-125 a Tatran S-125 . Celkem bylo vyrobeno 51 244 kusů.

## Historie
Manet S-100 byl poprvé představen v roce 1958. Ve srovnání s devadesátkou byl motocykl kompletně přepracován. Nejviditelnější změnou byla plná kapotáž, čelní ochranné plexisklo, směrovky a prodloužené sedlo pro dvě osoby. Velkým pokrokem byl dynamospouštěč, tedy elektrický startér a dynamo v jednom. Jako startér měl výkon 300 W, při chodu motoru měl jako dynamo výkon 60 W. Na tu dobu to tato maloobjemová kategorie motocyklů neměla téměř nikde na světě. O napájení startéru se staraly dvě 6 V olověné akumulátorové baterie s kapacitou 12 ampérhodin. Na rozdíl od Čezety, která měla nádrž v nad předním kolem, byla nádrž umístěna pod sedlem. K dispozici byl stojánek jak dvouramenný, tak jednoramenný (policajt).

## Technické parametry
- Suchá hmotnost: 103 kg
- Pohotovostní hmotnost: 114 kg
- Maximální rychlost: 68 km/hod
- Spotřeba paliva:

## Typy
- 01 (1958)
- 01/A (1962) – vyšší plexi o 90 mm, 4 spojkové lamely
- 01/B (1963) – nosná trubka rámu 55 mm místo 45 mm, vidlice v gumových pouzdech místo bronzových